# Joseph Serchuk
Joseph Serchuk (1919 - 06 tháng 11 năm 1993) là chỉ huy đơm vị đảng viên Do Thái trong Lublin khu vực Ba Lan Trong chiến tranh thế giới thứ II. Sau chiến tranh, ông làm chứng tại phiên toà của Đức Quốc xã và ông đã nhận được sự công nhận đặc biệt từ nhà nước Israel.

## Tiểu sử
Sau khi cha mẹ và các thành viên khác trong gia đình đã thiệt mạng trong ghetto 1941, Joseph và các anh em của ông David đã được đưa tới trại tập trung Sobibor. sau một ngày trong trại, ông đã chạy trốn với anh trai của mình đến khu rừng gần nhất và cùng với khác chạy trốn, ông đã thành lập cốt lõi của nhóm đảng phái. Trong chiến tranh, nhóm đứng đầu bởi người Do Thái đã trốn thoát khỏi các ghettos bắt gần đó và từ Sobibor. Nhóm cũng là nhà văn Dov Freiberg.
Sau khi Joseph chiến tranh đã tham gia trong việc định vị chạy trốn chiến tranh tội phạm Đức Quốc xã ở châu Âu, và phục vụ như chứng kiến một trong các Nuremberg Thử nghiệm. Sau đó trở về Ba Lan và được áp dụng để di cư đến Israel, nhưng bị từ chối.
Trên 1950 có được một hộ chiếu và đã đi đến Israel. Ngay khi đến ở Israel đã được soạn thảo như một người lính trong quân đội. Sau khi dịch vụ này, ông kết hôn, định cư tại Yad Eliyahu Tel Aviv và kinh doanh công nghiệp và doanh nhân.
Trong những năm qua đã đi Serchuk châu Âu nhiều lần để làm chứng trong các thử nghiệm của các tội phạm chiến tranh Đức Quốc xã. Trong một thử nghiệm của Oberscharführer Hugo Raschendorfer, ông là nhân chứng tố giác duy nhất. Sau khi Raschendorfer bị kết tội và bị kết án tù chung thân, Serchuk đã được trao giải thưởng đặc biệt của Cục điều tra tội phạm Đức quốc xã bởi Cảnh sát Israel.
1967 Levi Eshkol, Thủ tướng Israel, tặng anh Huy chương cho các chiến sĩ chống lại Đức Quốc xã, và năm 1968 ông đã nhận được ngoài Huy chương Nhà nước cho các chiến sĩ.
Ông thấy việc thành lập và tăng cường IDF và Nhà nước Israel và người phụ nữ tỷ lệ sinh của người Do Thái - trả thù chống lại Đức Quốc xã tàn sát tất cả các gia đình mở rộng của mình.
Serchuk qua đời năm 1993 tại Tel Aviv ở tuổi 74. Ông kết hôn, và bỏ lại phía sau chín trẻ em và hơn một trăm con cháu và chắt.